# 鮑比·菲舍爾
羅伯特·詹姆斯·「鮑比」·菲舍爾（英語：Robert James "Bobby" Fischer，1943年3月9日—2008年1月17日），前世界國際象棋冠軍，菲舍爾任意制象棋的發明人。
1972年在冰島首都雷克雅維克舉行的世界冠軍挑戰賽上，菲舍爾代表美國擊敗了前国际象棋世界冠軍、蘇聯的鲍里斯·斯帕斯基，登上世界棋王的寶座。

## 早年時期
博比·菲舍爾出生於美國芝加哥。父母在他兩歲時離異，由母親撫養长大。菲舍爾六歲時自學國際象棋，十四歲獲得美國少年組國際象棋冠軍，十五歲躋身世界冠軍挑戰者八強。

## 巅峰時期
1972年，菲舍爾獲得挑戰世界棋王斯帕斯基的資格。首局菲舍爾使用尼姆佐维奇防禦 ，但在殘局失敗。第二局菲舍爾故意棄權，引起冰島人抗議其輕率，並到美國駐冰島大使館威脅要美國收回美軍基地。第三局菲舍爾使用別諾尼防禦獲得第一勝，到第二十一局，他還接受對手的悔棋，因他認為：「反正斯帕斯基輸定了。」最後他以12.5比8.5輕鬆地成為第十一位世界冠軍，也是首位的美籍世界冠軍。此賽中他分得10萬英鎊的5/8，其餘歸於斯帕斯基。在頒獎典禮時，菲舍爾却遲到一小時才去領獎。
此勝利對冷戰時的美國有重大意義，因为這是美國第一次在國際象棋領域戰勝蘇俄。美國總統尼克松（Richard Nixon）特地親自向博比·菲舍爾道賀，並在幾個月後訪問蘇聯時，送給前蘇聯總書記勃列日涅夫一副袖珍的國際象棋，使後者頗為尷尬。
菲舍爾成為世界棋王後，尼克松曾要求在白宮接見他，但他聽說總統不會付出場費後便斷然拒絕。
成名後的盛名，反而帶給菲舍爾許多不適。他開始接觸極端宗教團體Grace Communion International。當該團體的世界末日預言落空時，他發現被騙，脫離了該組織。但精神的痛苦一直伴隨著他。他其後宣布从国际象棋界隱退。
1975年，菲舍爾放棄與前蘇聯的阿纳托利·卡尔波夫比賽，使後者不戰而勝，也令美國政府不滿。

## 流亡期間
1992年，菲舍爾宣告復出棋壇。他違反美國政府的命令，到南斯拉夫與斯帕斯基進行比賽。结果被美國法官以“違反國際制裁令”對他發佈全球通緝令。菲舍爾開始了其流亡世界各国的生活。他最後在日本落腳，被日本的一個國際象棋俱樂部秘密地收留，並與一名日籍女子結婚。
1996年6月，菲舍爾在阿根廷的一次新聞發佈會上，提議一種國際象棋改良的規則，稱呼為菲舍爾任意制象棋（Chess960或FRC）。他指出這種變革更能發揮棋手的創造力，而非耗費多年的歲月去死記各種開局變例。
菲舍爾在九一一事件爆發後，接受菲律賓某電台的訪問，大肆批判美國政府，其偏激的言論引起不少爭議。

## 晚年
流亡13年後，2004年7月13日當菲舍爾欲從日本成田機場前往馬尼拉時，被日本移民局以護照過期為理由逮捕。美國政府得知後要求引渡。菲舍爾向世界發出求救。冰島政府在2005年3月決定接納他為冰島公民，結束了菲舍爾在日本9個月的牢獄生活。2008年1月17日，菲舍尔在冰岛的家中因病去世，时年64岁。

## 流行文化

### 電影
- 美國傳記電影《出棋制勝》於2015年9月16日上映，由杜比·麥奎爾飾演菲舍爾、里夫·舒韋伯飾演鮑里斯·斯帕斯基、莉莉·拉貝（英语：Lily Rabe）飾演Joan Fischer（英语：Joan Targ），以及彼得·賽斯嘉飾演威廉·隆巴帝。

### 劇集
- Netflix的小說改篇劇《后翼棄兵》中，女主角貝絲·哈蒙是參考鮑比·菲舍爾的一生。[來源請求] 該劇改編自沃爾特·特維斯於1983年出版的同名小說。

## 延伸阅读
- Alexander, C. H. O'D. . Vintage. 1972. ISBN 978-0-394-71830-9.
- Benko, Pal; Silman, Jeremy. . Siles Press. 2003. ISBN 978-1-890085-08-7.
- Bisguier, Arthur; Soltis, Andrew. . Macmillan. 1974. ISBN 978-0-02-511050-2.
- Böhm, Hans; Jongkind, Kees. . Batsford. 2003. ISBN 978-0-7134-8935-4.
- Brady, Frank.  1st. David McKay. 1965. OCLC 2574422.
- Brady, Frank.  2nd. David McKay. 1973. OCLC 724113.
- Brady, Frank.  1st. Crown. 2011. ISBN 978-0-307-46390-6.
- Bronstein, David; Fürstenberg, Tom.  2nd. New in Chess. 2009 [1995]. ISBN 978-90-5691-272-7.
- Byrne, Robert; Nei, Ivo. . Quadrangle/The New York Times Book Company. 1974. ISBN 978-0-8129-0379-9.
- Collins, John W. . Simon and Schuster. 1974. ISBN 978-0-671-21941-3.
- DeLucia, David; DeLucia, Alessandra. . 2009.
- Denker, Arnold; Parr, Larry. . Hypermodern Press. 1995. ISBN 978-1-886040-18-2.
- Di Felice, Gino. . McFarland. 2010. ISBN 978-0-7864-4803-6.
- Di Felice, Gino. . McFarland. 2013a. ISBN 978-0-7864-7572-8.
- Di Felice, Gino. . McFarland. 2013b. ISBN 978-0-7864-7573-5.
- Di Felice, Gino. . McFarland. 2013c. ISBN 978-0-7864-7574-2.
- Donaldson, John; Tangborn, Eric. . International Chess Enterprises. 1999. ISBN 978-1-879479-85-2.
- Donner, J. H. . New in Chess. 2006. ISBN 978-90-5691-171-3.
- Edmonds, David; Eidinow, John. . HarperCollins. 2004. ISBN 978-0-06-051025-1.
- Fischer, Bobby. . Simon and Schuster, Ishi Press. 2008 [1959]. ISBN 978-0-923891-46-6.
- Fischer, Bobby. . Simon and Schuster, Faber and Faber, Batsford. 2008 [1969]. ISBN 978-1-906388-30-0.
- Fischer, Bobby. . Printer. 1982. ASIN B0006Y6EHI.
- Ginzburg, Ralph. . Harper's Magazine. January 1962: 49–55.
- Gligorić, Svetozar. . Ishi. 2012 [1972]. ISBN 978-4-87187-514-1.
- Hooper, David; Whyld, Kenneth.  2nd. Oxford University Press. 1992 [1984]. ISBN 978-0-19-280049-7.
- Karpov, Anatoly.  1st English. Macmillan. 1991 [1990]. ISBN 978-0-689-12060-2.
- Kasparov, Garry. . Gloucester Publishers. 2004. ISBN 978-1-85744-395-0.
- Kažić, B.M. . Pitman. 1974. ISBN 978-0-273-07078-8.
- Lombardy, William. . Russell Enterprises. 2011. ISBN 978-1-936490-22-6.
- Mednis, Edmar.  2nd. Dover. 1997 [1997]. ISBN 978-0-486-29844-3.
- Müller, Karsten. . Russell Enterprises, Inc. 2009. ISBN 978-1-888690-68-2.
- Plisetsky, Dmitry; Voronkov, Sergey.  2nd. Everyman Chess. 2005. ISBN 978-1-85744-380-6.
- Schonberg, Harold C. . J.B. Lippincott. 1973. ISBN 978-0-397-01004-2.
- Seirawan, Yasser; Stefanovic, George. . International Chess Enterprises. 1992. ISBN 978-1-879479-09-8.
- Soltis, Andrew. . Batsford. 2003. ISBN 978-0-7134-8846-3.
- Steiner, George. . Viking. 1974 [1973]. ISBN 978-0-670-31178-1.
- Wade, Robert G.; O'Connell, Kevin J.  2nd. Doubleday. 1973 [1972]. ISBN 978-0-385-08627-1.
- Waitzkin, Fred. . G.P. Putnam's Sons. 1993. ISBN 978-0-399-13827-0.

## 参阅
- 国际象棋大师
- 国际象棋